# Karmelitorden

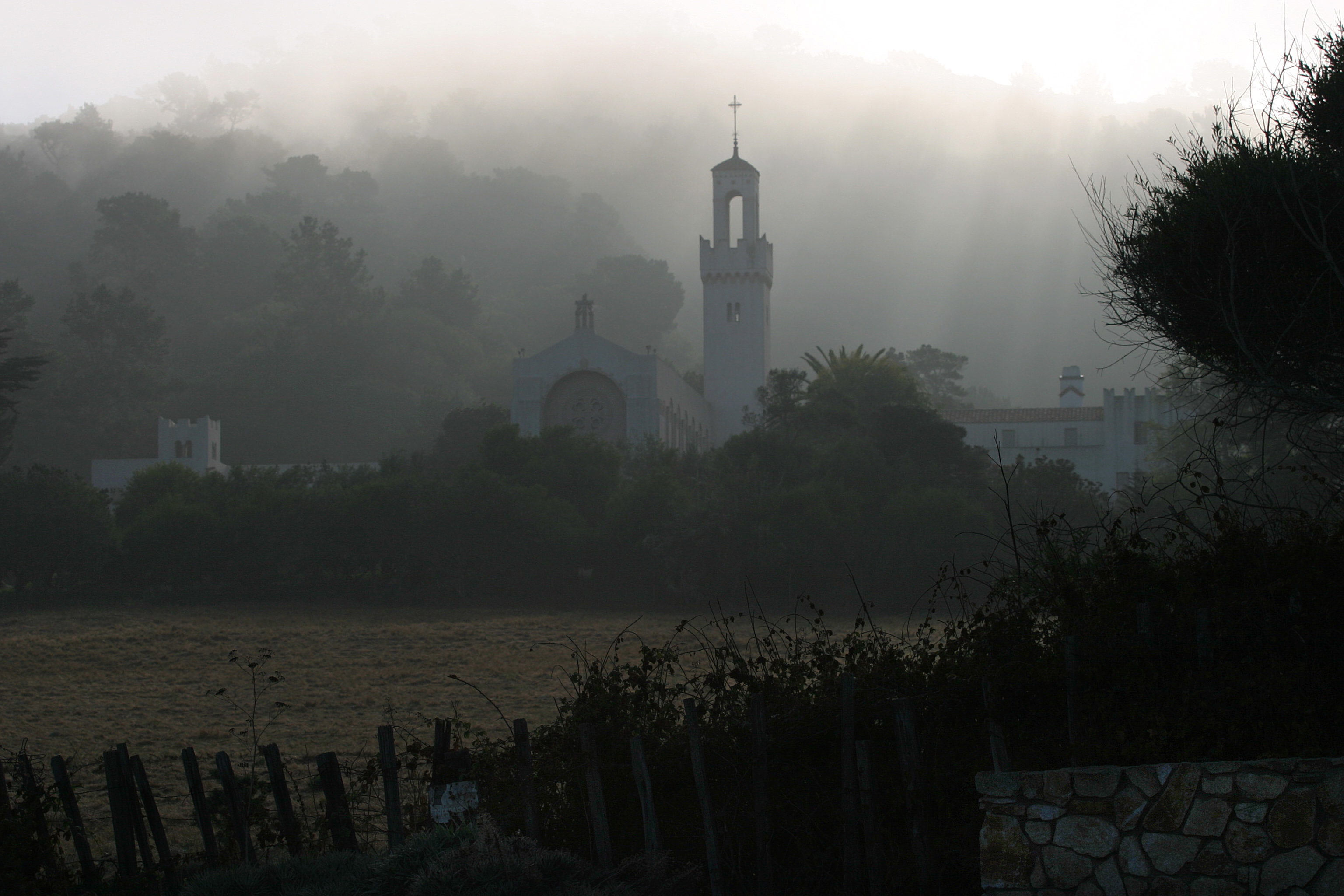
Karmelitkloster i Kalifornien.

Karmelitorden, eg. Den saliga jungfru Marias brödraorden av berget Karmel, är en katolsk mendikantorden, ursprungligen en eremitorden med kommuniteter vid berget Karmel i dåvarande Palestina, varifrån den utbredde sig under korstågstiden. Karmeliternas dräkt är svart och brun.

## Historik
Karmelitorden är en av tiggarordnarna. Den grundades av korsfararen Berthold från Kalabrien under senare hälften av 1100-talet. Enligt den första regeln från 1209 av patriarken Albert av Jerusalem skulle bröderna bo i skilda celler, ägna sig åt bön och hantverk, leva i fattigdom, avstå från att äta kött och iaktta tystnad under en stor del av dagen. Dessa stadgar fastställdes av påven 1226.
Karmeliterna flyttade till Cypern och Sicilien 1238, på grund av de oroliga förhållandena i Palestina. 1240 och 1244 fanns de i England och Frankrike, och 1245 hölls deras första generalkapitel. I samband med flytten gjordes djupgående förändringar av organisationen. Den inordnades bland tiggarordnarna (1245), och ordensstadgarna förändrades och mildrades. Den gamla bruna dräkten byttes mot en svart, som påminde mera om dominikanernas. I dräkten ingick ett grått skapular som bestod av två tygstycken som bars på bröst och rygg, hopfästa över axlarna.
Enligt legenden hade detta plagg ursprungligen överlämnats till ordensgeneralen Stock av jungfru Maria, som personligen lovat att den som dog iklädd detta plagg inte skulle smaka den eviga elden. Dessa förespeglingar bidrog i betydande mån till karmeliternas framgångar, men uppammade också inom orden ett enastående övermod. Den alltmera slappnande kommunitetstukten framkallade också upprepade reformförsök, som gav upphov till olika kongregationer.
Redan på 1400-talet fanns inom karmelitorden en motsättning mellan observanter och konventualer. På 1420-talet uppstod den stränga mantuanska reformkongregationen. Den viktigaste är dock den av den heliga Teresia under 1500-talets senare hälft grundade kongregationen av barfotakarmeliter, som omkring år 1600 delades i två, med var sin general.
Alltsedan 1400-talet finns även en kvinnlig gren av orden, som blivit den största ordensgemenskapen inom den Romersk-katolska kyrkan. Den s.k. oskodda grenen är resultatet av Teresa av Ávilas och Johannes av Korsets reformer vid slutet av 1500-talet.
Fram till 1972 begagnade sig karmelitorden av sin egen liturgiska rit, vilken går tillbaka på korstågens tid och var allmän i det latinska patriarkatet av Jerusalem. 1972 beslutade orden att övergå till den romerska ritens nyare form (Paulus VI). Sedan några år tillbaka firas åter den karmelitiska riten av Karmeliterna av Guds moder i Wyoming.

## Karmeliterna i Sverige

### Medeltida konvent
- Örebro konvent, Närke, mitten av 1450-talet.

### Samtida konvent
Både kvinnliga och manliga karmeliter finns i Sverige och de har utgivit en stor del av den karmelitiska litteraturen: 
- Karmelitnunnor: Den barmhärtiga kärlekens Karmel, Glumslöv
- Karmelitbröder: Norraby Kloster, Tågarp